# Такэмура, Масаёси
Масаёси Такэмура (яп. 武村 正義, Takemura Masayoshi, 26 августа 1934, Tamao, Сига, Японская империя — 28 сентября 2022, Оцу, Сига, Япония) — японский политик. Избранный в качестве представителя Либерально-демократической партии, в 1993 году он отделился, сформировав Новую партию Сакигаке, прежде чем присоединиться к недавно сформированной Демократической партии Японии в 1997 году. Он занимал должность главного секретаря кабинета министров, а затем министра финансов в правительстве Японии в середине 1990-х годов.

## Ранние годы
Такэмура родился в районе Гамо префектуры Сига в семье фермеров. Первоначально изучая инженерное дело в Нагойском университете, он окончил Токийский университет, изучая педагогику и финансы. Он начал свою профессиональную деятельность в качестве чиновника в министерстве внутренних дел.

## Политическая карьера

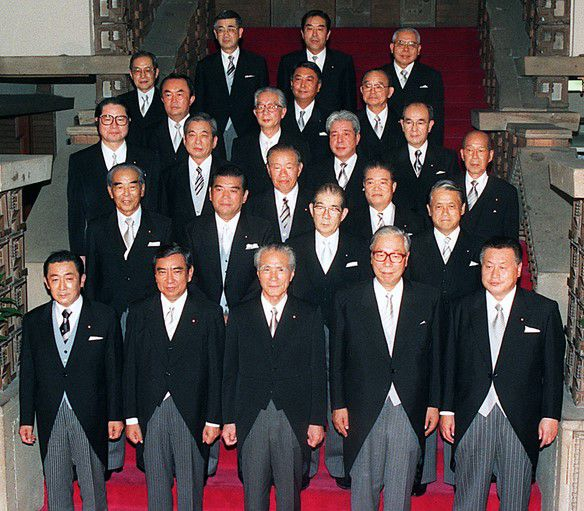
С членами обновлённого кабинета Мураямы (в официальной резиденции премьер-министра 8 августа 1995 года)

После ухода из министерства он был избран мэром Йокаити в префектуре Сига, а затем стал губернатором префектуры Сига и занимал этот пост с 1974 по 1986 год. Он был избран в нижнюю палату в 1986 году как представитель Либерально-демократической партии. В 1993 году он вышел из ЛДП и основал Новую партию Сакигаке.
Принимал участие в коалиционном правительстве Морихиро Хосокавы в качестве главного секретаря кабинета министров. Затем он был назначен министром финансов в коалиционном кабинете министров во главе с премьер-министром Томиити Мураямой в июле 1994 года.
Его описывали как «прямого, прагматичного и откровенного», его конфронтационное пребывание в министерстве финансов привело к тому, что журнал Euromoney назвал его «худшим министром финансов года» в 1995 году. Было высказано предположение, что его конфронтационное отношение к чиновникам Министерства финансов проистекает из того, как правительство Хосокавы развалилось из-за введения налога на потребление, когда чиновники Министерства финансов вступили в сговор с Хосокавой, чтобы держать партнеров по коалиции в неведении относительно своих планов.